# Megiddo – Mother North in the Dawn of a New Age
Megiddo – Mother North in the Dawn of a New Age EP je norveškog black metal-sastava Satyricon. Diskografska kuća Moonfog Productions objavila ga je 4. rujna 1997.

## Popis pjesama
| 1.    | »The Dawn of a New Age« (remiks Apoptygma Berzerka)                                                                          | 5:45 |
| 2.    | »Night of Divine Power« (ponovno snimljena verzija pjesme "The Dark Castle in the Deep Forest" s albuma Dark Medieval Times) | 5:50 |
| 3.    | »Forhekset« (uživo u Essenu)                                                                                                 | 4:16 |
| 4.    | »Orgasmatron« (obrada Motörheada)                                                                                            | 4:59 |
| 20:50 | |      |

## Zasluge
Satyricon
- Satyr – vokal, gitara, bas-gitara, klavijature, produkcija, inženjer zvuka
- Frost – bubnjevi

Dodatni glazbenici
- Gerlioz – klavijature, programiranje (na pjesmi "Orgasmatron")
- Anders Odden – gitara (na pjesmi "Orgasmatron")

Ostalo osoblje
- Union of Lost Souls – dizajn
- Odd H. Jensen – inženjer zvuka
- Kai Robøls – inženjer zvuka
- Stephan Groth – remiks (na pjesmi "The Dawn of a New Age"), klavijature, programiranje (na pjesmi "Orgasmatron")